# Schermata gialla di errore

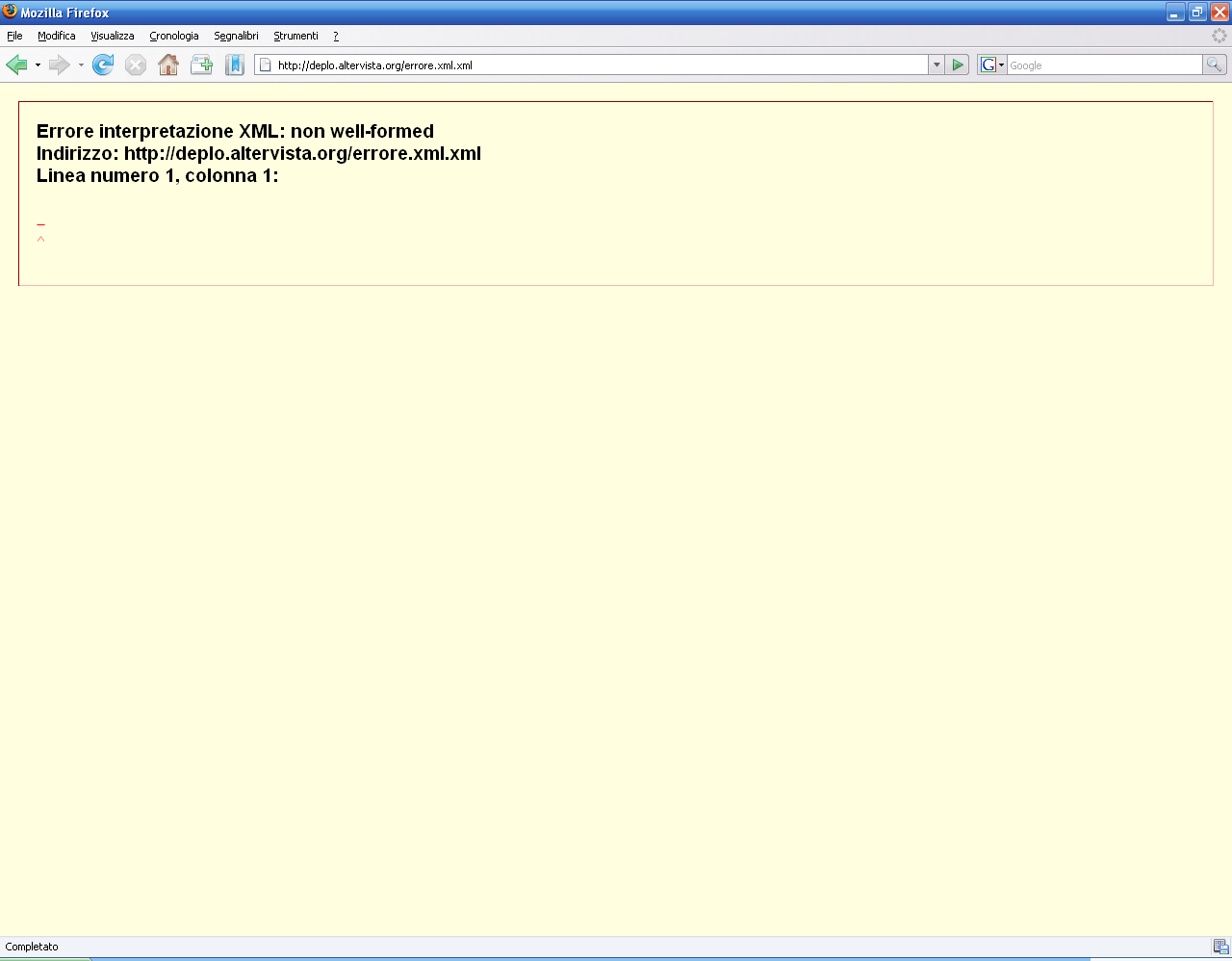
YSoD in Mozilla Firefox

La schermata gialla di errore (in inglese Yellow Screen of Death o YSoD, detta anche schermo giallo della morte) può indicare due tipi di errori informatici.

## Mozilla
Nei browser della famiglia Mozilla (come Firefox, escluso Chrome), lo Yellow Screen of Death (YSOD) è lo schermo di errore mostrato quando il browser incontra un errore nella lettura di un file XML, probabilmente formattato male, per esempio se i tag non sono impostati correttamente.
Una schermata gialla d'errore può essere visualizzata quando si tenta di far passare del codice HTML come XHTML, usando il tipo MIME raccomandato application/xhtml+xml, senza verificare se esso sia o meno ben formato.
Quando viene visualizzato in seguito ad un errore in una pagina web, lo yellow screen of death copre soltanto l'area in cui doveva apparire il contenuto della pagina; l'attività del browser non viene alterata. Tuttavia, l'intera finestra del browser può essere sostituita da uno yellow screen of death quando il codice stesso del browser ha causato un errore nell'analisi della pagina (quasi sempre imputabile a un bug in un componente aggiuntivo del browser, o a un'incompatibilità della stessa).

## ASP.NET
Lo yellow screen of death è il nome gergale di un avvertimento di eccezione generato da ASP.NET.
Lo schermo mostra la descrizione dell'errore, seguita da uno stralcio di codice su sfondo giallo.
Se l'applicazione era in esecuzione in modalità di debug, vengono mostrati anche i riferimenti alle locazioni nel codice sorgente a cui si riferiscono gli elementi dello stack trace. Se il sito utilizzava del codice server, ne verrà mostrata anche la parte che ha causato l'errore.
Per impostazione predefinita, il file Web.config dell'applicazione indica al server il da farsi quando si verifica un'eccezione imprevista: se non sono state effettuate modifiche particolari, viene mostrato un semplice messaggio d'errore, così da non rivelare nessuna informazione sensibile a proposito del compito dell'applicazione a coloro che visitano il sito. Il file Web.config può essere usato anche per indicare una pagina d'errore personalizzata, o per mostrare l'intero messaggio d'errore a tutti i visitatori (cosa che normalmente avviene soltanto a coloro che si connettono da localhost).